# Hombre-Toro
El Hombre-Toro (Inglés: Man-Bull o Bull-Man) es un supervillano que aparece en los cómics estadounidenses publicados por Marvel Comics.
El personaje llega a la serie de televisión de Disney + del Universo Cinematográfico de Marvel para She-Hulk: Attorney at Law (2022), interpretado por Nate Hurd hablando con She-Hulk.

## Historial de publicaciones
El Hombre-Toro apareció por primera vez en Daredevil #78 (julio de 1971), creado por el escritor Gerry Conway y el artista Gene Colan. El personaje apareció posteriormente en Daredevil #95-96 (enero-febrero de 1973), Claws of the Cat #4 (junio de 1973), Iron Man #72 (enero de 1975), Daredevil #129 (enero de 1976) y Daredevil # 144 (abril de 1977). El personaje no volvió a aparecer durante algún tiempo, hasta The Incredible Hulk # 341 (marzo de 1988), y luego apareció en Marvel Year-in-Review '92 , The Amazing Spider-Man: Chaos en Calgary # 4 (febrero de 1993), Capitán América # 413 (marzo de 1993) y New Warriors # 36 (junio de 1993). Desapareció nuevamente por un tiempo, antes de aparecer en She-Hulk #10 (febrero de 2005), Gravity #1 (agosto de 2005), Wolverine #30 (septiembre de 2005), Spider-Man Unlimited #12 (enero de 2006), Underworld #3 (junio de 2006) y Punisher War Journal #13-15 (enero-marzo de 2008).
El Hombre-Toro recibió una entrada en el Manual oficial original del Universo Marvel # 6 y en el Manual oficial completamente nuevo del Universo Marvel de la A a la Z: Actualización # 1 (2007).

## Biografía ficticia
William "Bill" Taurens nació en Camden, Nueva Jersey. Fue contratado por Mister Kline para reunir a personas para probar un suero experimental (tomado de toros) hecho de enzimas mutadas por su agente, el Profesor. Aunque asistido por Itch y Freak Face, sus intentos fueron frustrados por Daredevil. Como resultado, terminó siendo un conejillo de indias del suero que lo convirtió en un toro humanoide. Al convertirse en el Hombre-Toro, luchó contra Daredevil, quien derrotó al Hombre-Toro arrojándolo contra una pared. Hombre-Toro volvió a Taurens y fue arrestado por la policía. Cuando Itch infiltró el suero Hombre-Toro en la celda de la prisión de Taurens que lo transformó permanentemente, Hombre-Toro intentó vengarse de Daredevil y los dos se enfrentaron en varias ocasiones. También se enfrentó con el Gato en una pelea de bar. Hombre-Toro fue reclutado más tarde por Melter y Whiplash para unirse al Escuadrón de la Muerte de Black Lama, donde chocaron con Iron Man en una convención de cómics.
Hombre-Toro eventualmente comenzó a volverse salvaje: perdió el poder del habla, le creció pelaje, le brotó una cola y se volvió más inhumano. En este estado, fue encontrado por Hulk Gris. A medida que Hombre-Toro continuaba deteriorándose, Mago lo reclutó para unirse a sus 4 Terribles junto a él, Trapster y Dreadknight. Atacaron una arena de rodeo y se enfrentaron a Spider-Man y Turbine.
Hombre-Toro luego recuperó su poder del habla de alguna manera y se unió a Armadillo, Equinox, Buscavidas Hipnótico, Chip Martin, Jackson Wheele en una reunión de Villains Anonymous. Más tarde, Hombre-Toro se unió a Constrictor, Tombstone, Warhawk, y varios agentes de S.H.I.E.L.D. para asaltar una instalación de A.I.M. que estaba trabajando en un androide nulo con tecnología robada a Reed Richards. Más tarde, regresando a la villanía y ahora brotando cabello verde, regresó a la ciudad de Nueva York y luchó contra Thing. Cuando Alyosha Kravinoff (el hijo de Kraven el Cazador) comenzó a coleccionar un zoológico de superhumanos con temas de animales, Hombre-Toro se ve claramente en una de las jaulas. Más tarde luchó contra Grizzly, quien lo noqueó y le rompió el cuerno izquierdo (sin embargo, el cuerno de alguna manera se regeneró en su próxima aparición).
Durante la historia de "Dark Reign", Hombre-Toro estuvo entre los villanos analizados por Quasimodo para Norman Osborn. Cuando fue encarcelado en la Balsa, Hombre-Toro luego luchó contra el Hombre Absorbente en el Torneo Anual de Boxeo de la Balsa y perdió ante él en la ronda final.
Durante la historia de "Fear Itself", Hombre-Toro se encuentra entre los villanos que escaparon de la Balsa después de lo que le hizo Juggernaut, en la forma de Kuurth: Rompedor de Piedra. Cuando él, Basilisco y Griffin son vistos robando un banco, Hércules llega y descubre que la cuarta persona con los villanos es en realidad Hécate. Cuando un Kyknos resucitado termina luchando contra Hércules, el Hombre-Toro y el Basilisco huyen. Después de que Hércules se recupera de su pelea con Kyknos, él y Griffin lograron buscar a Basilisco y Hombre-Toro y convencerlos de ayudar a luchar contra Kyknos y Hécate. Los villanos se acercan a Hécate y Kyknos, usando una artimaña que implica que Hércules se convierta en piedra. Hércules revive rápidamente y salva a los villanos al matar a Kyknos. Hécate luego escapa. Siguiendo la historia de "Avengers vs. X-Men", Hombre-Toro estuvo entre los villanos que participaron en el motín en una prisión. Rogue y Mimic fueron los únicos en detener el motín donde copiaron los poderes de Armadillo, Equinox y Hombre-Toro para hacerlo. Hombre-Toro luego roba un camión blindado. Su apariencia aquí le dio una cabeza y pezuñas como de ganado. Hombre-Toro recibe un disparo de Punisher.
Como parte de "All-New, All-Different Marvel", Hombre-Toro se encontró con el Brujo Esmeralda en Santorini y le infundió las energías que le hicieron creer que él era el Minotauro real. Con algo de ayuda de Hécate, la Bruja Escarlata accedió a ayudar a Hombre-Toro. Hombre-Toro estuvo presente en un show de tecnología criminal en Las Vegas.
Durante la historia de "Cazado", Hombre-Toro se encuentra entre los superhumanos con temas de animales que fueron capturados por Taskmaster y Black Ant para la Gran Caceria de Kraven el Cazador, patrocinado por la compañía de Arcade, Industrias Arcade. Hubo una referencia de que Hombre-Toro una vez le dio a Arcade un calzón. Después de que la mayoría de los superhéroes con temas de animales se reagruparon, Sapo mencionó que Hombre-Toro fue asesinado en medio del caos causado por los Hunter-Bots.
En las páginas de Ruins of Ravencroft, Hombre-Toro aparece vivo y aparece como un recluso en Ravencroft después de su reconstrucción.
Durante la historia de "King in Black", se vio a Hombre-Toro en el bar sin nombre cuando el alcalde Wilson Fisk ofrece trabajo a todos los presentes. Hombre-Toro fue visto más tarde en Ravencroft durante la invasión de Knull. Él, Figment, Foolkiller, Mister Hyde huyeron con los Thunderbolts en una camioneta cuando fueron a buscar el cadáver de Sentry. Hombre-Toro estaba con los Thunderbolts cuando Figment usa una ilusión para engañar al alcalde Fisk haciéndole creer que los Thunderbolts murieron al volar un puente. Después de que el alcalde Fisk honró su sacrificio, Hombre-Toro y el resto de los Thunderbolts lo visitaron con el cadáver de Sentry todavía en su poder, donde lo chantajearon por dinero mientras hacían planes para permanecer juntos como un equipo.

## Poderes y habilidades
Hombre-Toro posee una inmensa fuerza, resistencia y velocidad, así como resistencia a las lesiones. Tiene un par de cuernos largos y densos que son útiles para pelear batallas. Desafortunadamente, los efectos secundarios mutantes han degradado la mente de Taurens, de lo normal hostil a la venganza salvaje. Cuando está ocupado, la retroalimentación de adrenalina de su cuerpo durante el combate puede elevarlo a una ira histérica que lo consume todo, lo que hace que Hombre-Toro sea más peligroso. Taurens es capaz de controlar mentalmente toros y otros animales bovinos a través de la actividad psiónica, incluso en forma inestable.

## Otras versiones

### Spider-Ham
En el universo de Spider-Ham, la contraparte de Hombre-Toro en esta realidad es una rana llamada Bull-Frog.

## En otros medios
Hombre-Toro aparece en el episodio de She-Hulk: Attorney at Law (2022), "The Retreat", interpretado por Nathan Hurd. Esta versión ganó una cabeza de ganado y cabello en partes de su cuerpo luego de un experimento que salió mal y se convirtió en parte de un retiro espiritual dirigido por Emil Blonsky llamado Summer Twilight.